# National Palace Museum of Korea
Il National Palace Museum of Korea è un museo sudcoreano nato nel 1992 e situato nel Gyeongbokgung, storico palazzo di Seul.

## Storia
Il museo nacque con il nome di "museo imperiale coreano" nel 1908; originariamente situato nel Changgyeonggung, venne aperto al pubblico a partire dal novembre dell'anno successivo. Tuttavia, nell'aprile del 1938, il governo giapponese stanziato in Corea rinominò il museo in "Museo della dinastia Yi".
Nel marzo del 1946, dopo la liberazione della Corea dalla dominazione nipponica, venne ribattezzato "Deoksugung Museum". Nel 1991 l'Amministrazione per l'Eredità Culturale istituì il museo nel Seokjojeon del Deoksugung, per poi essere trasferito, nel 2005, in un complesso più moderno nel Gyeongbokgung.

## Collezioni permanenti
Il museo contiene più di 40.000 reperti storici risalenti alla dinastia Joseon (1392-1910), quattordici di questi artefatti sono Tesori Nazionali della Corea del Sud. Il museo espone documenti di stato, architettura, abbigliamento, vita di palazzo, istruzione, cultura, dipinti e musica dell'era della dinastia regnante. Nella collezione museale si trova anche il sigillo reale del re Gojong di Joseon, utilizzato nelle sue lettere personali allo zar russo e all'imperatore Italiano dopo il 1903, in seguito scomparso durante il dominio giapponese e riscoperto nel 2009 da un collezionista coreano stanziato negli Stati Uniti.
Nel museo risiedono 1.200 volumi di testi storici che includono 150 copie di Uigwe dalla Dinastia Joseon che furono saccheggiate nel 1992, durante il dominio del Giappone sotto la supervisione del generale residente della Corea Itō Hirobumi. Furono rimpatriate nel dicembre 2011 e fu tenuta una mostra speciale dal 27 dicembre 2011 al 5 febbraio 2012. Le copie raccontano dei rituali reali di Gojong e Sunjong, gli ultimi due imperatori della Dinastia Joseon e dell'Impero coreano prima che la Corea fosse annessa nel 1910.
Nel marzo 2021, in associazione con la Fondazione patrimonio culturale della Corea, il museo del Palazzo Nazionale ha aperto un'installazione nella sala arrivi del Terminal 1 dell'aeroporto di Incheon. L'installazione è caratterizzata da otto pezzi d'arte mediatica che includono un LED display trasparente, tre media wall e quattro opere d'arte cinetiche. Le opere d'arte mostrano tematiche tradizionali coreane ed elementi culturali.